# ブッシュ・ドクトリン
ブッシュ・ドクトリン（Bush Doctrine）とは、2001年9月11日のアメリカ同時多発テロ事件を受けて登場した新戦略思想の通称。テロリストおよび大量破壊兵器を拡散させかねない「ならず者国家」に対し、必要に応じて先制的自衛権を行い得るというもの。時のアメリカ合衆国大統領ジョージ・W・ブッシュが「世界各地の全ての国々は、今、決断しなければならない。アメリカ側につくのか、テロ側につくかのいずれかだ」と叫んだことが、その性格を端的に表している。

## 成立と適用
ブッシュ・ドクトリンは2001年9月11日のアメリカ同時多発テロ事件、同年11月-12月のアフガニスタン侵攻の流れの上で登場した。2002年1月29日にブッシュが行った一般教書演説でテロがアメリカ本土を直接攻撃しうる脅威として位置づけられ、同年5月1日の国防大学演説におけるMAD（相互確証破壊戦略）体制の終焉宣言を経て、8月15日の国防報告と9月20日の国家安全保障戦略で明確に確立された。
2003年のイラク戦争は、このブッシュ・ドクトリンの適用によって正当化された。アメリカの強大な武力を背景に、自衛権に基づく他国への内政干渉の口実として使われうるため、批判も少なくない。

## 国防政策指針
同ドクトリン作成の原点は、1992年3月、先代ブッシュ政権下で非主流派に甘んじていたディック・チェイニー（国防長官）、ポール・ウォルフォウィッツ（政策担当国防次官）、ルイス・リビー（国防次官補、肩書きは何れも当時。またこの3人は全員ネオコン）らによって取りまとめられた46ページに及ぶ極秘事項の国防文書にある。その骨子は次のようなものである。
- 世界の秩序は米国によって維持されなければならない。必要とあらば米国は、単独でも行動する。
- 大量破壊兵器の製造及び使用、若しくはその恐れのある国家に対しては先制攻撃も辞さず、ミサイル防衛の整備は急務である。
- 圧政国家、とりわけ、イラン、イラク、北朝鮮の脅威に対する対処は急務である。

しかし、同政権下ではジェームズ・ベーカー国務長官やコリン・パウエルアメリカ統合参謀本部議長らの影響力が絶大で、同文書が日の目を見ることはなかった。